# Чернооково (Брянская область)

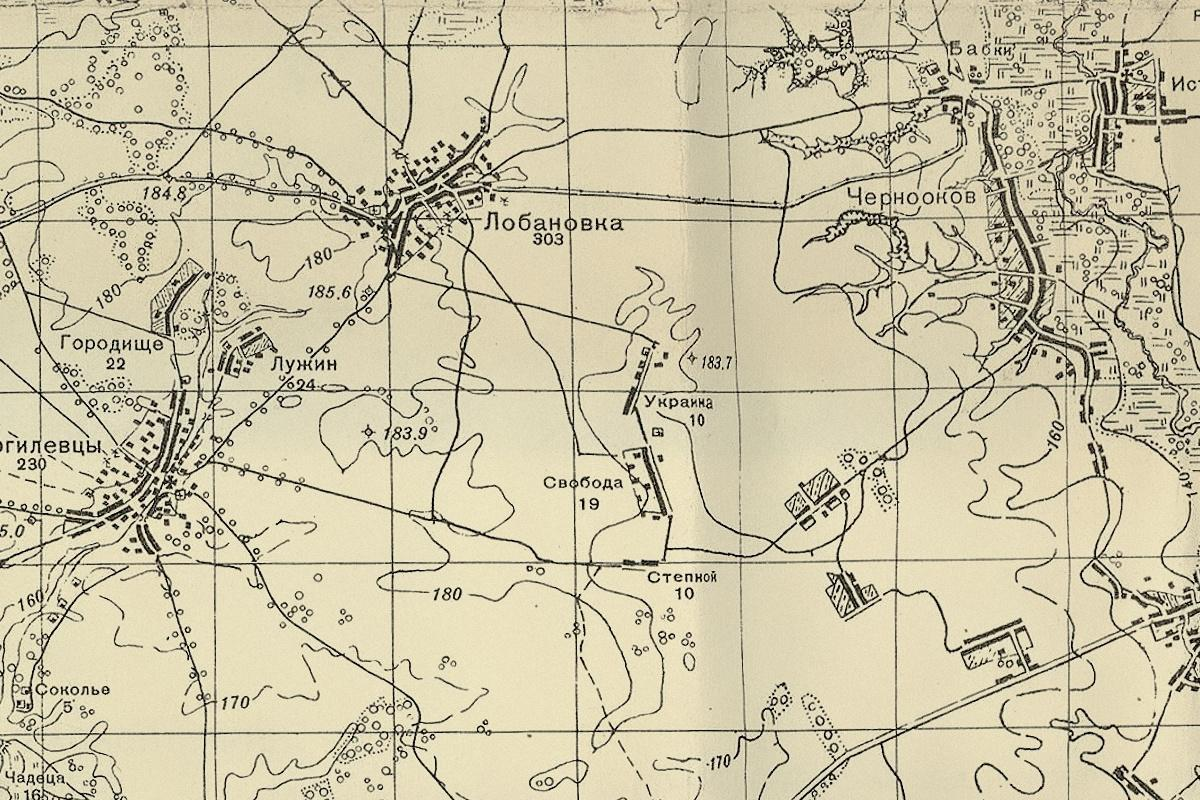
Село Чернооков на карте Климовского района в составе Орловской области (1941 год)

Черноо́ково — село в Климовском районе Брянской области России. Входит в состав Истопского сельского поселения.

## География
Село находится в юго-западной части Брянской области, в зоне хвойно-широколиственных лесов, в пределах Полесской низменности, при автодороге 15К-2302, на правом берегу реки Снов, на расстоянии примерно 15 км (по прямой) к востоку-северо-востоку от Климово, административного центра района. Абсолютная высота — 139 м над уровнем моря.

### Климат
Климат характеризуется как умеренно континентальный, с умеренно тёплым летом и относительно мягкой зимой. Среднегодовая многолетняя температура воздуха составляет 5,2 °С. Средняя температура воздуха самого тёплого месяца (июля) — 18,2 °C (абсолютный максимум — 36 °C); самого холодного (января) — −8,1 °C (абсолютный минимум — −37 °C). Безморозный период длится в среднем 158 дней. Среднегодовое количество атмосферных осадков составляет 590 мм, из которых большая часть выпадает в тёплый период. Снежный покров держится в течение 113 дней.

### Часовой пояс
Село Чернооково, как и вся Брянская область, находится в часовой зоне МСК (московское время). Смещение применяемого времени относительно UTC составляет +3:00.

## История
В конце августа 1941 года в ходе Смоленского сражения Великой Отечественной Войны село было частично разрушено наступающими войсками 2-й танковой группы вермахта и более 2 лет находилось под оккупацией нацистской Германии. Село было освобождено 24 сентября 1943 года частями 307-й дивизии 48-й армии Центрального фронта под командованием генерал-майора М. А. Еншина во время Черниговско-Припятской наступательной операции.

## Население
| 2010 | 2013 |
| ---- | ---- |
| 405  | ↘385 |

### Национальный состав
Согласно результатам переписи 2002 года, в национальной структуре населения русские составляли 98 % из 578 чел.